# Cynoglossum germanicum
Cynoglossum germanicum är en strävbladig växtart. Cynoglossum germanicum ingår i släktet hundtungor, och familjen strävbladiga växter.

## Underarter
Arten delas in i följande underarter:
- C. g. germanicum
- C. g. pellucidum
- C. g. rotundum

## Bildgalleri

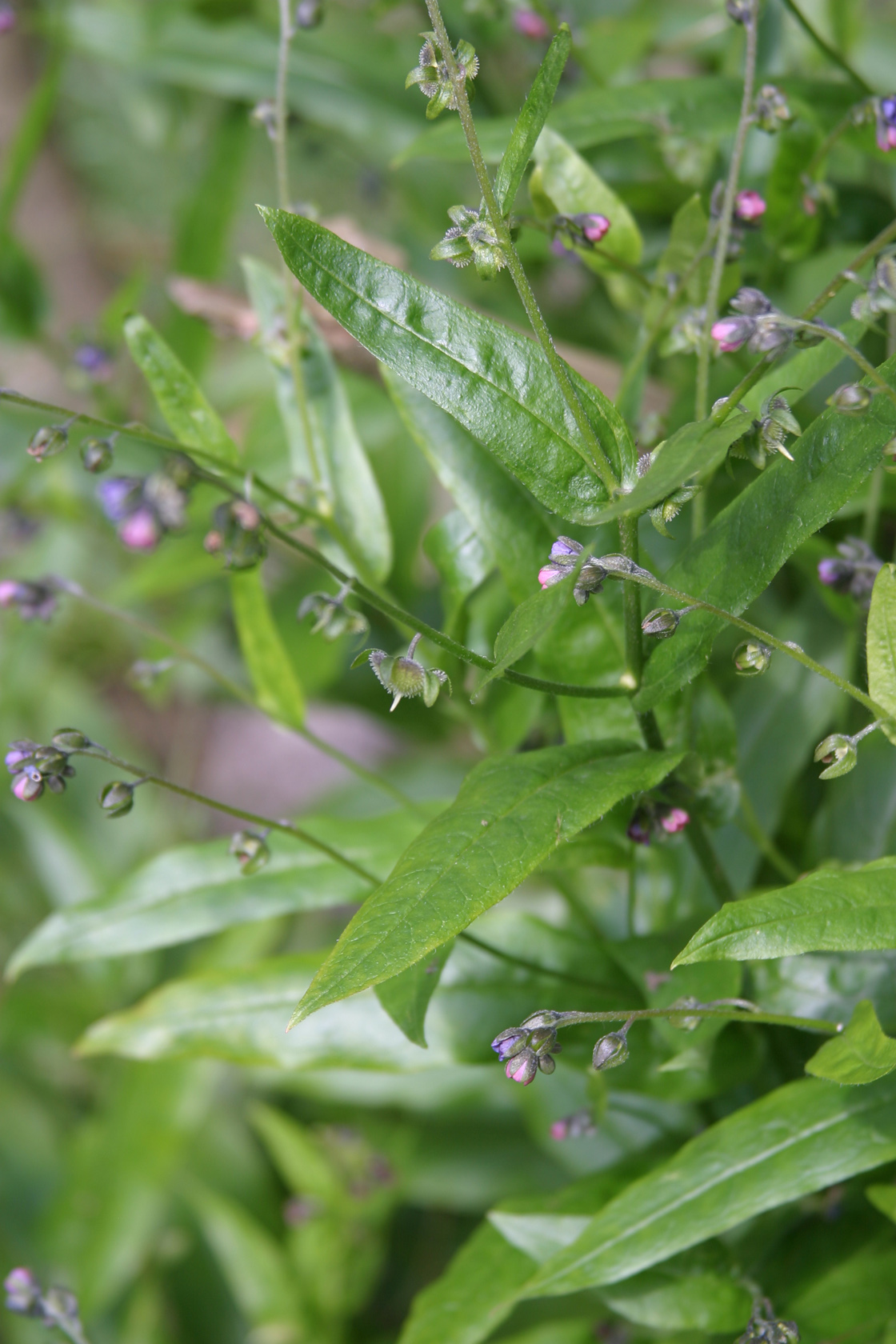
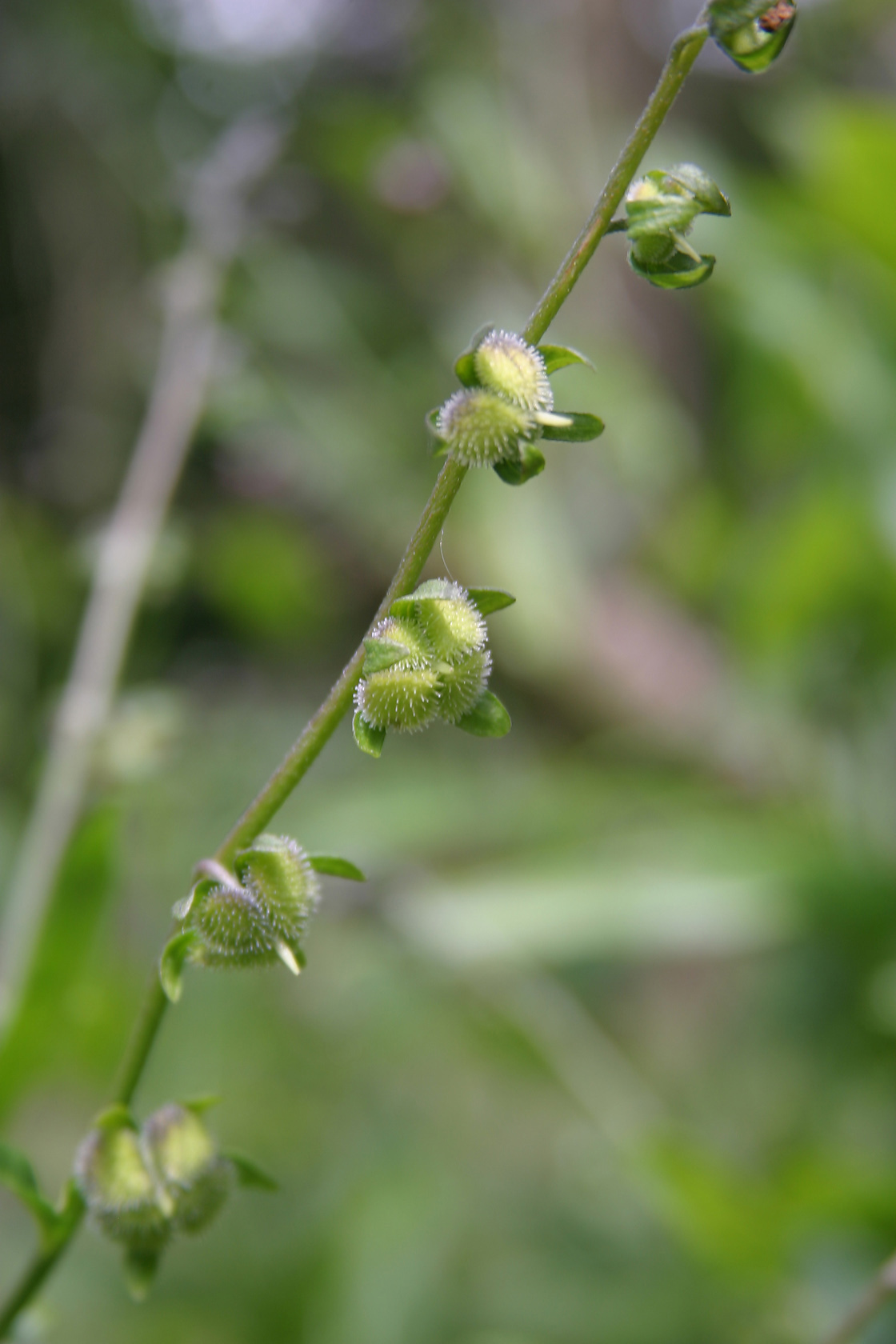
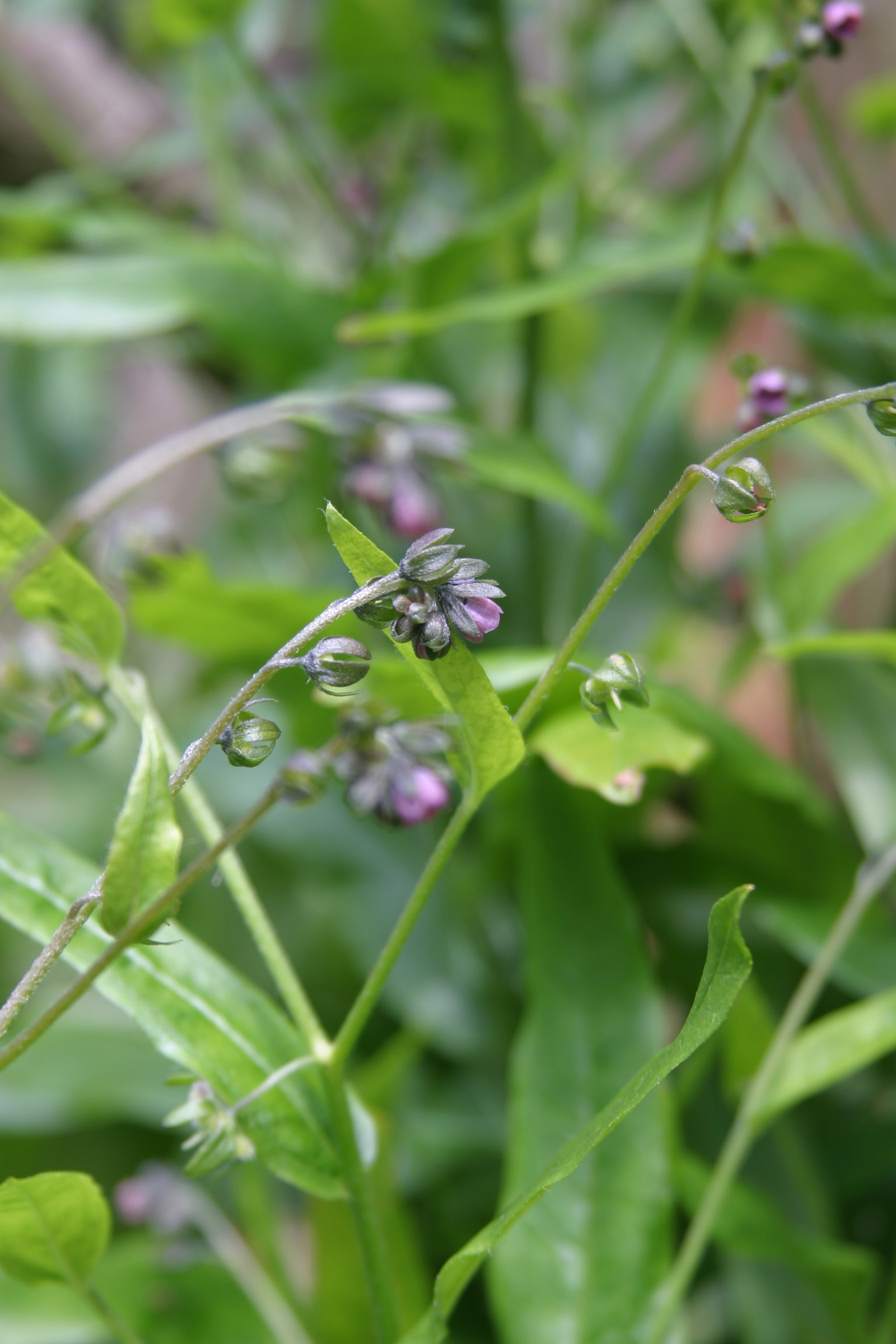
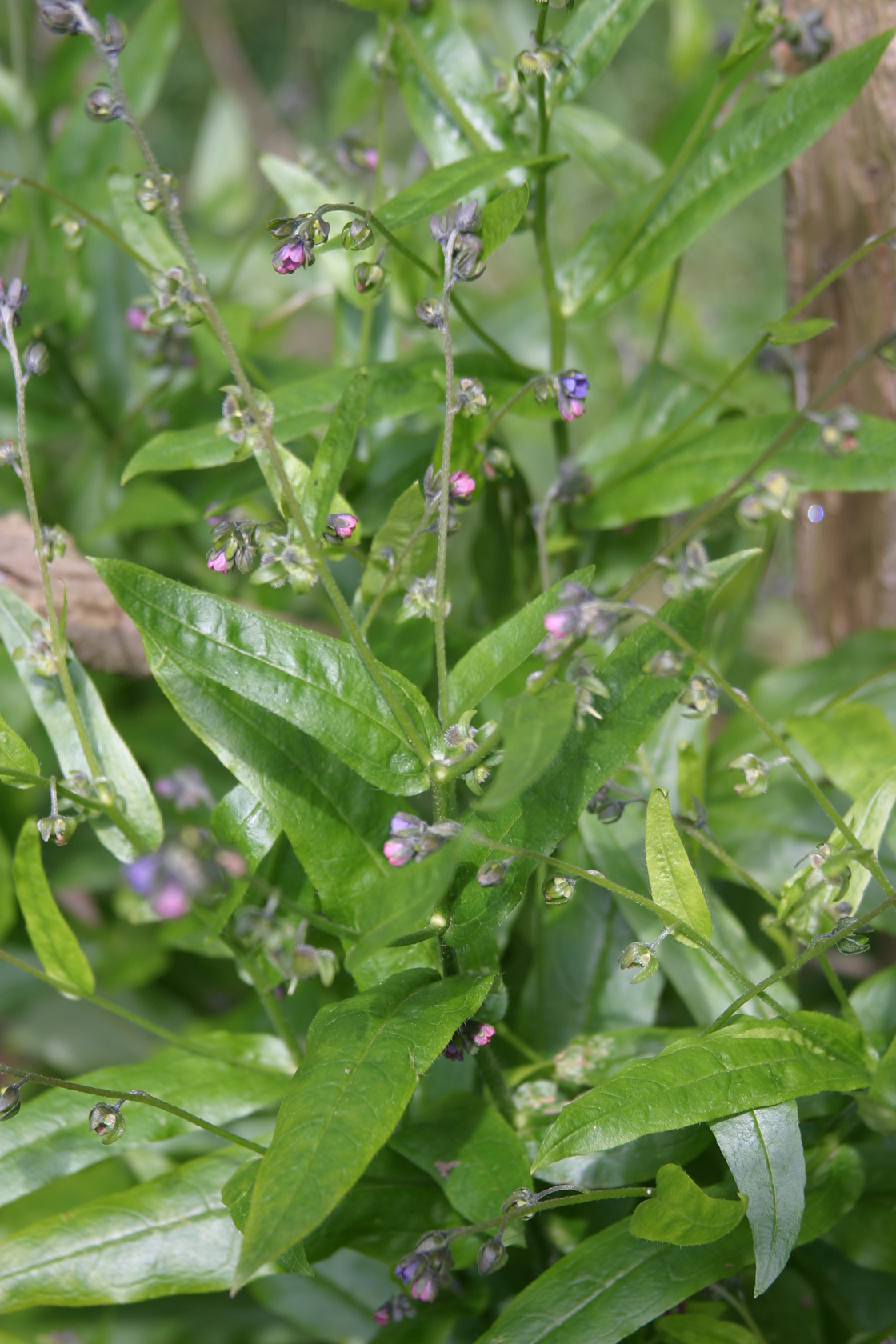
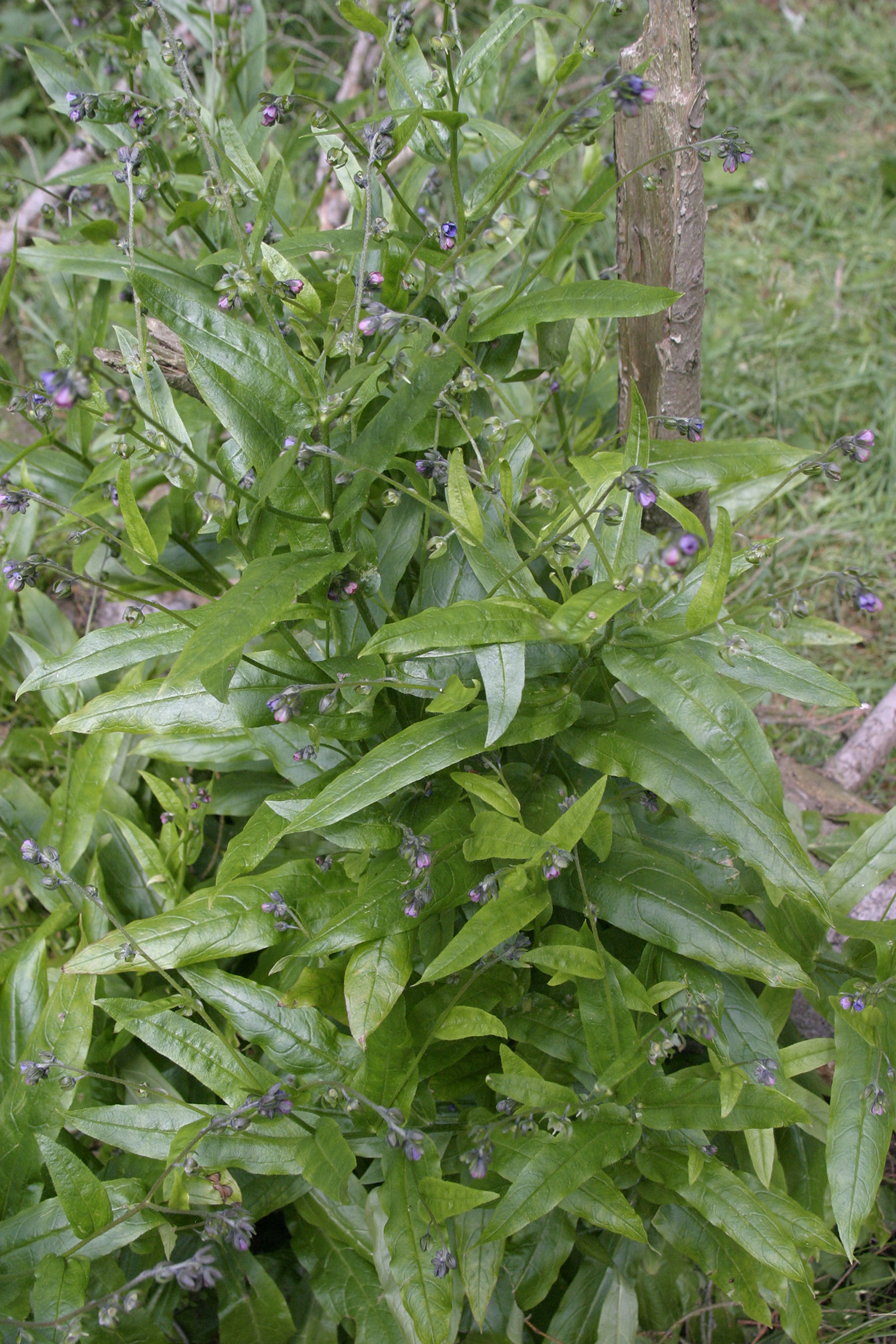
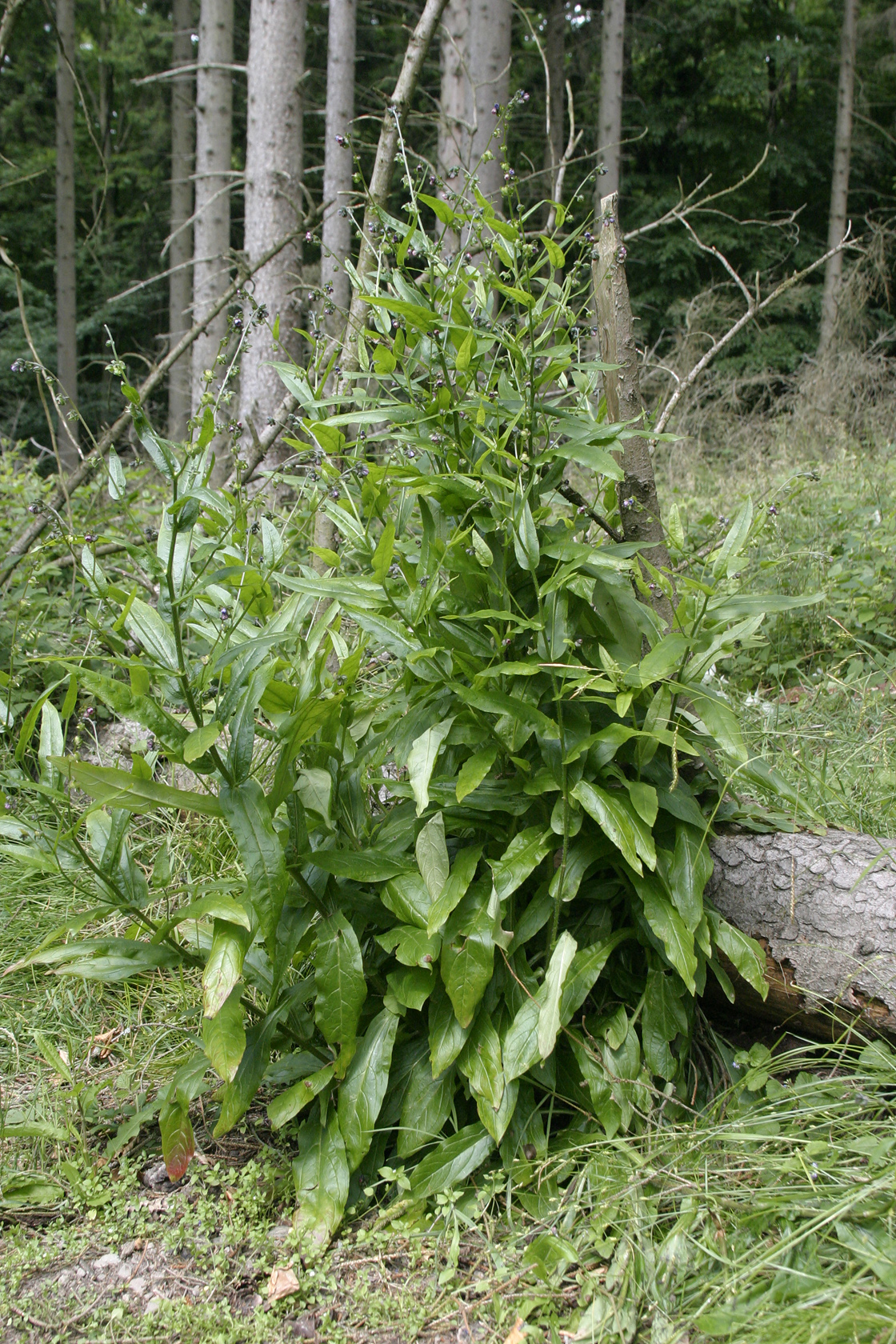